# Buckner Mountain
Der Buckner Mountain (gelegentlich Mount Buckner genannt) ist ein hoher Berg in den North Cascades im US-Bundesstaat Washington. Er liegt in der Stephen Mather Wilderness des North Cascades National Park. Mit 9.114 ft (2.778 m) Höhe ist er der höchste Punkt im Skagit County und einer der zehn höchsten nicht-vulkanischen Gipfel in Washington. Er ist der vierzehnthöchste Gipfel im Bundesstaat und der dritthöchste im North Cascades National Park.

## Beschreibung
Der Berg hat zwei Gipfel von annähernd gleicher Höhe, die durch einen Grat von einigen hundert Fuß getrennt sind. Die Quellen über die exakte Höhe des südwestlichen Gipfels sind nicht einheitlich. Der aktuelle Quadrant der United States Geological Survey zeigt den Südwestgipfel mit Höhen zwischen 9.080 ft (2.768 m) und 9.119 ft (2.779 m). Laut Peakbagger.com ist der südwestliche Gipfel der höhere mit 9.114 ft (2.778 m), was auf einer Auswertung eines digitalen Fotos mit Edward Earls Pixel-Analyse ermittelt wurde. Der breitere Nordostgipfel wird übereinstimmend mit 9.112 ft (2.777 m) angegeben. Der bekannte Bergsteiger Fred Beckey beansprucht in seinem Cascade Alpine Guide eine um zwei Fuß größere Höhe des Südwestgipfels, gibt jedoch keine Quelle an. Diese ist in jedem Fall sekundär, denn Beckey hat den Buckner nie bestiegen. Die meisten Bergsteiger ersteigen den Südwestgipfel, seit er erstmals über die Standardroute vom Horseshoe Basin aus bestiegen wurde.
Der Buckner Mountain liegt mit einer Schartenhöhe von 3.034 ft (925 m) in dieser Hinsicht auf Rang 51 auf einer Liste der Gipfel in Washington. Der nächste höhere Gipfel ist der Goode Mountain, 4,13 mi (6,6 km) östlich gelegen.
Der Buckner Mountain liegt an der Grenze der Countys Chelan und Skagit. Er ist mit dem Horseshoe Peak, dem Boston Peak und dem Sahale Mountain im Westen durch die Ripsaw Ridge verbunden, welche die Countygrenze über mehrere Meilen markiert. Der Cascade Pass liegt einige Meilen südlich des Sahale Mountain. Der Boston-Gletscher, der größte Gletscher der North Cascades, bedeckt die gesamte Region nördlich der Ripsaw Ridge. Südlich dieser senkt sich das Gelände zum gewaltigen Horseshoe Basin, wo einige Quellflüsse des Stehekin River entspringen. Lange hohe Grate erstrecken sich vom Buckner Mountain ostwärts zum Park Creek Pass und südwärts zum Booker Mountain und der Park Creek Ridge. Andere Gletscher nahe dem Buckner Mountain sind der Thunder-Gletscher im Norden und der Buckner-Gletscher im Süden.
Der Buckner Mountain markiert die Grenze zwischen den Einzugsgebieten des Skagit River im Westen und des Columbia River im Osten mit den Zuflüssen des Columbia: Chelan River, Lake Chelan und Stehekin River.

## Tourismus
Der Buckner Mountain ist einer der besser erreichbaren hohen Gipfel in Washington. Er liegt gerade östlich des Cascade Pass an einem gut unterhaltenen Trail. Der Boston-Gletscher an der Nordseite des Berges bietet eine der bestbekannten Einkletter-Routen in den North Cascades.

## Geschichte
Der Buckner Mountain ist nach Henry Freeland Buckner benannt, der Anfang des 20. Jahrhunderts eine Bergbaugesellschaft mit Claims im Horseshoe Basin (südwestlich des Gipfels) leitete.